# Charidotella sexpunctata
Charidotella sexpunctata – gatunek chrząszcza z rodziny stonkowatych zamieszkujący Amerykę Północną i Południową.
Wyróżnia się podgatunki Charidotella sexpunctata bicolor i Charidotella sexpunctata sexpunctata.